# Nicholas Sadler
Nicholas Sadler (* 9. Februar 1967 in Minneapolis, Minnesota) ist ein US-amerikanischer Schauspieler.

## Leben
Nicholas Sadler wuchs in Apple Valley auf, wo er die Highschool besuchte. Als Absolvent der Juilliard School in New York City begann er eine Schauspielerkarriere, arbeitete zunächst an Theatern in New York. Ab 1989 erhielt er erste Gastrollen in Fernsehserien. Von dort aus führte ihn der Weg zu Stephen Kings Manchmal kommen sie wieder. Noch im gleichen Jahr stand er für Die wahren Bosse – Ein teuflisches Imperium vor der Kamera. Weitere substanzielle Rollen bekleidete er in den Filmen Enthüllung, Der Duft der Frauen und Hellraiser V – Inferno. Außerdem übernahm er Gastauftritte in Serien wie Emergency Room: Die Notaufnahme, Charmed – Zauberhafte Hexen, CSI: Vegas sowie – in jüngerer Vergangenheit im Jahr 2019 – Suits.

## Filmografie (Auswahl)
- 1989: Junge Schicksale (ABC Afterschool Specials, Fernsehserie, Folge 18x03)
- 1990: Die Bill Cosby Show (The Cosby Show, Fernsehserie, Folge 6x23 Null Spaß in Baltimore)
- 1991: Manchmal kommen sie wieder (Sometimes They Come Back, Fernsehfilm)
- 1991: Die wahren Bosse – Ein teuflisches Imperium (Mobsters)
- 1992: Stop! Oder meine Mami schießt! (Stop! Or My Mom Will Shoot)
- 1992: Der Duft der Frauen (Scent of a Woman)
- 1993: Rosen sind tot (Acting on Impulse)
- 1994: Enthüllung (Disclosure)
- 1995: Der Menschenjäger (Sawbones, Fernsehfilm)
- 1995: Last Supper – Die Henkersmahlzeit (The Last Supper)
- 1996: Twister
- 1997: Freeze – Alptraum Nachtwache (Nightwatch)
- 1997: Emergency Room – Die Notaufnahme (ER, Fernsehserie, Folge 4x04 Der Übervater)
- 1998: Spoiler – Verdammt im Eis (Spoiler)
- 1999: Die Killerhand (Idle Hands)
- 2000: Eiskalte Lügen (Civility)
- 2000: Hellraiser V – Inferno (Hellraiser -Inferno)
- 2002: CSI: Vegas (CSI: Crime Scene Investigation, Fernsehserie, Folge 2x17)
- 2003: Charmed – Zauberhafte Hexen (Charmed, Fernsehserie, Folge 5x16)
- 2010: Fair Game – Nichts ist gefährlicher als die Wahrheit (Fair Game)
- 2010: True Grit
- 2017: The Bye Bye Man
- 2019: Suits (Fernsehserie, Folge 8x12 Walfang)